# Celebrity Constellation
Le Celebrity Constellation est un paquebot construit par les Chantiers de l'Atlantique à Saint-Nazaire entre 2001 et 2002. Il est le quatrième et dernier paquebot de la classe Millennium. Il a trois sister-ship : le Celebrity Millennium, le Celebrity Infinity et le Celebrity Summit.

## Histoire
La construction du Celebrity Constellation débute en 2001. Sa mise en cale a lieu en avril 2001. Il est livré près d'un an plus tard, en mai 2002.